# Abdelati Saadoune
Abdelati Saadoune, né le 1er janvier 1976, est un coureur cycliste marocain, membre de l'équipe Al Marakeb. Il a notamment remporté le Tour du Faso en 2002 et 2009 et la sixième édition de l'UCI Africa Tour. Il a été désigné sportif marocain de l'année en 2009.

## Palmarès
- 2001
  - 2e du Tour du Faso
  - 3e du Grand Prix d'Alger
- 2002
  - Tour du Faso
    - Classement général
    - 1re étape
- 2003
  - 9e étape (Saïda-Tlemcen) du Tour d'Algérie
  - 2e du Tour du Sénégal
- 2005
  - 2e de la Coupe du Trône
- 2006
  -  Champion du Maroc sur route
  - 2e et 10e étapes du Tour du Faso
- 2007
  - Coupe du Trône
  - 2e du championnat du Maroc sur route
  - 2e du Tour du Sénégal
- 2009
  - Tour du Faso
  - Tour des aéroports
  - GP VCK
  - 4e et 6e étapes du Tour du Rwanda
  - 2e du championnat du Maroc sur route
  - 2e de la Coupe du Trône
  - 2e du Tour du Rwanda
  - 5e du championnat d'Afrique sur route
  - 5e du championnat d'Afrique du contre-la-montre
- 2010
  - UCI Africa Tour
  - Prologue et 5e étapes du Tour du Mali
  - Challenges de la Marche verte - GP Oued Eddahab
  - 5e étape du Tour des aéroports
  - 2e du championnat du Maroc sur route
  - 2e du championnat du Maroc du contre-la-montre
  - 2e des Challenges de la Marche verte - GP Al Massira
  - 3e du Challenge du Prince - Trophée de la maison royale
- 2011
  -  Contre-la-montre par équipes des jeux panarabes (avec Mouhssine Lahsaini, Smaïl Laâyoune et Adil Reda)
  - 2e du championnat du Maroc du contre-la-montre
  - 3e du championnat du Maroc sur route
  -  Médaillé de bronze du championnat d'Afrique du contre-la-montre par équipes
- 2012
  - Challenge du Prince - Trophée de la maison royale
  - 2e du championnat du Maroc sur route
  - 3e du championnat du Maroc du contre-la-montre
  - 2e des Challenges de la Marche verte - GP Sakia Hamra
- 2013
  -  Champion du Maroc sur route
  - 3e du Challenge du Prince - Trophée princier
- 2014
  - Challenge du Prince - Trophée princier
  - 2e des Challenges de la Marche verte - GP Oued Eddahab
- 2015
  - Challenges de la Marche verte - Grand Prix Al Massira
  - Challenge des phosphates - Grand Prix de Youssoufia
  - 3e des Challenges de la Marche verte - Grand Prix Sakia El Hamra
  - 3e du Challenge du Prince - Trophée de la maison royale

## Classements mondiaux
| Année           | 2006 | 2007 | 2008 | 2009 | 2010 | 2011 | 2012 | 2013 | 2014 | 2015 |
| --------------- | ---- | ---- | ---- | ---- | ---- | ---- | ---- | ---- | ---- | ---- |
| UCI Africa Tour | 24e  | 10e  | 93e  |      | 1er  | 6e   | 5e   | 20e  | 10e  | 6e   |
| UCI Asia Tour   |      |      |      |      | 140e |      |      |      |      |      |